# Jan Wojtala
Jan Wojtala (ur. 16 czerwca 1934 w Nowej Wsi w Łódzkiem, zm. 25 września 2021) – generał dywizji WP.

## Życiorys
W 1948 wstąpił do KBW, 1952-1956 studiował w Wojskowej Akademii Technicznej w Warszawie, po ukończeniu której został porucznikiem w 1 Warszawskiej Dywizji Zmechanizowanej. Pomocnik dowódcy 14 Batalionu Rozpoznawczego ds. technicznych w Zambrowie i Giżycku, potem pomocnik dowódcy 2 Pułku Zmechanizowanego ds. technicznych w Skierniewicach. Od 1959 kapitan, od 1963 major, od 1968 podpułkownik, 1970 skończył studia drugiego stopnia w WAT i został inżynierem magistrem. Szef wydziału w szefostwie Służby Czołgowo-Samochodowej Warszawskiego Okręgu Wojskowego. Od VI 1972 szef służb technicznych - zastępca dowódcy 3 Dywizji Zmechanizowanej ds. technicznych w Lublinie w stopniu pułkownika. 1973-1975 studiował w Akademii Sztabu Generalnego Sił Zbrojnych ZSRR im. K. Woroszyłowa w Moskwie, następnie został szefem służb technicznych - zastępcą dowódcy Warszawskiego Okręgu Wojskowego ds. technicznych. Jesienią 1977 mianowany generałem brygady; nominację wręczył mu w Belwederze I sekretarzem Komitetu Centralnego PZPR Edward Gierek. W 1982 został szefem Zarządu Planowania Materiałowego w Sztabie Generalnym WP, a w 1985 zastępcą szefa Sztabu Generalnego WP ds. organizacyjno-mobilizacyjnych. Jesienią 1987 mianowany generałem dywizji; nominację wręczył mu w Belwederze przewodniczący Rady Państwa PRL gen. armii Wojciech Jaruzelski. Od września 1990 szef Głównej Kontroli Wojskowej, a od 1 IV 1993 dyrektor Departamentu Kontroli MON. Na początku 1995 pożegnany przez p.o. szefa MON Jerzego Milewskiego i przeniesiony w stan spoczynku.
Zmarł 25 września 2021 i został pochowany w kolumbarium urnowym na Cmentarzu Wojskowym na Powązkach.

## Awanse
W trakcie wieloletniej służby w Wojsku Polskim otrzymywał awanse na kolejne stopnie wojskowe:
- porucznik - 1956
- kapitan – 1959
- major – 1963
- podpułkownik – 1968
- pułkownik – 1972
- generał brygady – 1977
- generał dywizji – 1987

## Odznaczenia i wyróżnienia
- Order Sztandaru Pracy II klasy
- Krzyż Komandorski Orderu Odrodzenia Polski
- Krzyż Kawalerski Orderu Odrodzenia Polski
- Medal 30-lecia Polski Ludowej
- Medal 40-lecia Polski Ludowej
- Złoty Medal „Siły Zbrojne w Służbie Ojczyzny”
- Srebrny Medal Siły Zbrojne w Służbie Ojczyzny
- Złoty Medal Za zasługi dla obronności kraju
- Medal „40 lat Wyzwolenia Czechosłowacji przez Armię Radziecką” (Czechosłowacja, 1984)[3]
- Wpis do Honorowej Księgi Czynów Żołnierskich (1989)

I inne.